# Шефлер, Юрий Викторович
Юрий Викторович Ше́флер (род. 10 сентября 1967, Орёл) — российский и британский предприниматель.
Владелец SPI Group, которая занимается производством и дистрибуцией алкогольной продукции. Широко получил в СМИ прозвище «Водочный король».
Во второй половине 1990-х годов он получил права на бренды водки «Столичная» и «Московская», что привело к длительным судебным разбирательствам с российскими властями, которые утверждали, что права были приобретены незаконно. В 2002 году Шефлер покинул Россию, когда власти пытались арестовать его и изъять активы. Он получил гражданство Великобритании и продолжил развивать свой бизнес за рубежом.
В рейтинге богатейших бизнесменов России, опубликованном в апреле 2021 года журналом Forbes, занимал 58-е место с состоянием 2,6 млрд долларов.
24 июля 2024 года он и подконтрольные ему компании признаны «экстремистским объединением» по обвинению в финансировании Вооружённых сил Украины, а его водочные заводы в России обращены в доход РФ.

## Биография
Шефлер родился в Орле в еврейской семье. До 1987 года проходил срочную службу в армии. В 1996 году закончил Российский экономический университет им. Г. В. Плеханова.

### Коммерческая деятельность
В начале 1990-х, будучи студентом, занимался ваучерами и мелкой торговлей. В 1993 году, со швейцарской компанией Hopf, создал торговый дом «Садко-Аркада». С партнёрами приобрел блокирующий пакет акций «Внуковских авиалиний», а также акции «Нафта-Москва», ГУМа и ЦУМа.

Шефлер утверждает, что в середине 1990-х годов Каха Бендукидзе и Владимир Слуцкер путём рейдерского захвата пытались отнять у него контроль над «Внуковскими авиалиниями»:
Потом, конечно, были угрозы со стороны Бендукидзе и Слуцкера, они мне много крови попили. Я помню, в ДК «Внуково» идет собрание акционеров, и влетает ОМОН, в масках. Это был просто захват акционерного собрания в духе Кахи.

### Алкогольный бизнес
В советское время права на ряд алкогольных товарных марок, в том числе на водки «Столичная» и «Московская», принадлежали «Союзплодоимпорту». После распада СССР «Союзплодоимпорт» не был признан владельцем водочных торговых марок, и под его старыми брендами без лицензии на них водку разливал ряд сторонних заводов. Глава «Союзплодоимпорта» Евгений Сорочкин приватизировал компанию и пытался вернуть марки через суд. Глава ЛВК «Кристалл» Владимир Ямников сговорился с Шефлером, и к 1997 году, когда Сорочкину удалось вернуть права на торговые марки, Шефлер захватил контроль над ВАО «Союзплодоимпорт» и сместил Сорочкина. Шефлер продал все свои прочие активы, перерегистрировал права на алкогольные торговые марки с ВАО «Союзплодоимпорт» на ЗАО «Союзплодимпорт», а затем передал их своей компании Spirits International, зарегистрированной в Нидерландах. Российское государство вскоре попыталось вернуть права на торговые марки и на протяжении многих лет продолжает судиться с Шефлером в разных странах. С 2002 года оно делает это через вновь созданное ФКП «Союзплодоимпорт».
В 2002 году против него было возбуждено уголовное дело по 180-й статье УК РФ (незаконное использование товарного знака); впоследствии были добавлены обвинения по ряду иных статей: 210-й (организация преступного сообщества), 318-й (применение насилия в отношении представителя власти), 171-й (незаконное предпринимательство), 188-й (контрабанда), 174-й (легализация незаконно нажитых средств).
В июле 2002 года, скрываясь от правосудия, бежал из России в Латвию, а позже получил британское гражданство.

## Личная жизнь
До 2021 года был женат на топ-модели Татьяне Ковылиной, имеет от неё четырёх детей.
Владеет недвижимостью в Лондоне, Майами, Юрмале, на Лазурном берегу. Потратил приблизительно 330 миллионов евро на строительство 134-метровой яхты Serene, спущенной на воду в 2011 году. В 2015 году саудовский принц Мухаммед, находясь на отдыхе во Франции, увидел Serene и купил её в тот же день у Шефлера примерно за 500 миллионов евро. По другим данным, яхта была продана за 429 млн долл.